# Ziemięcice

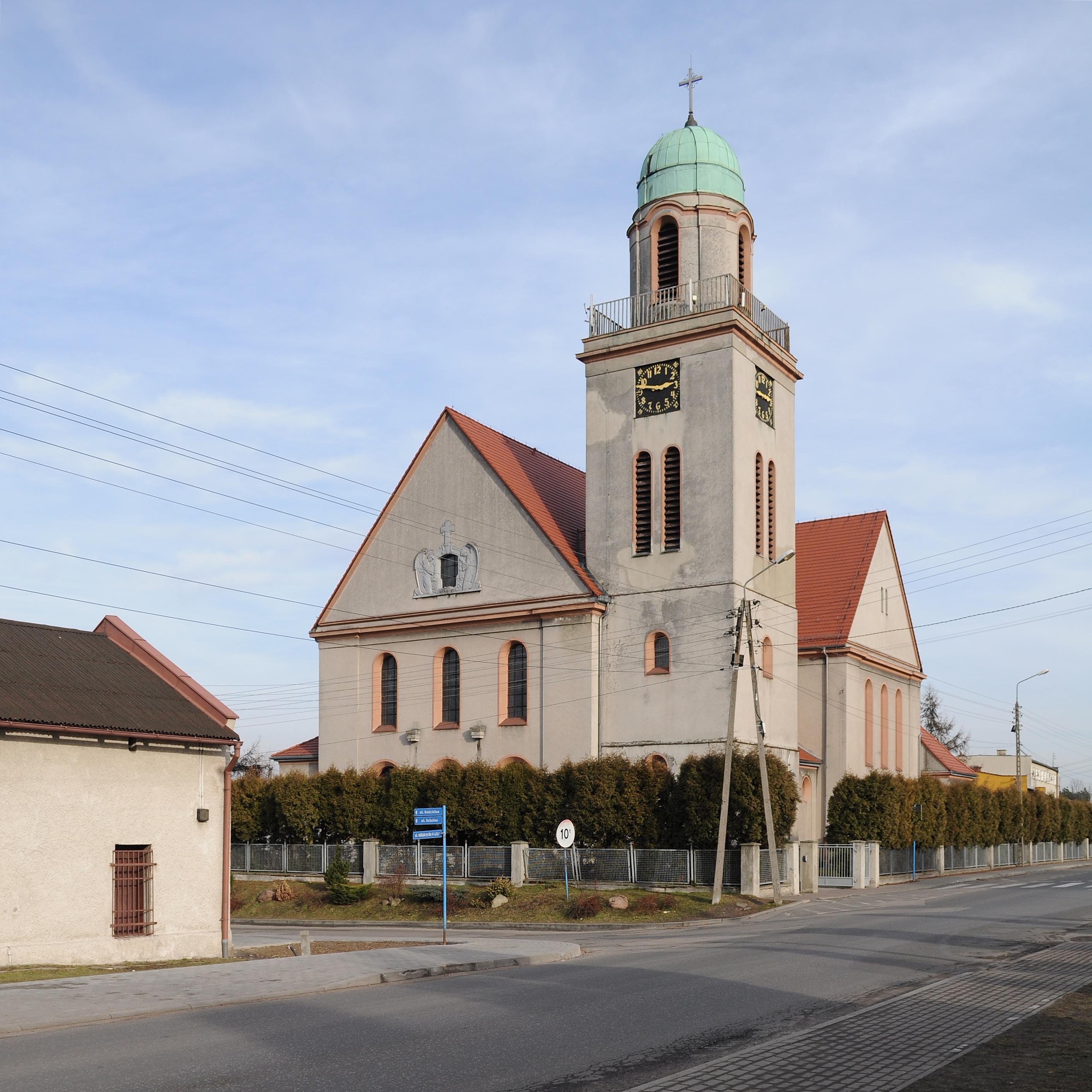
Die Hedwigkirche

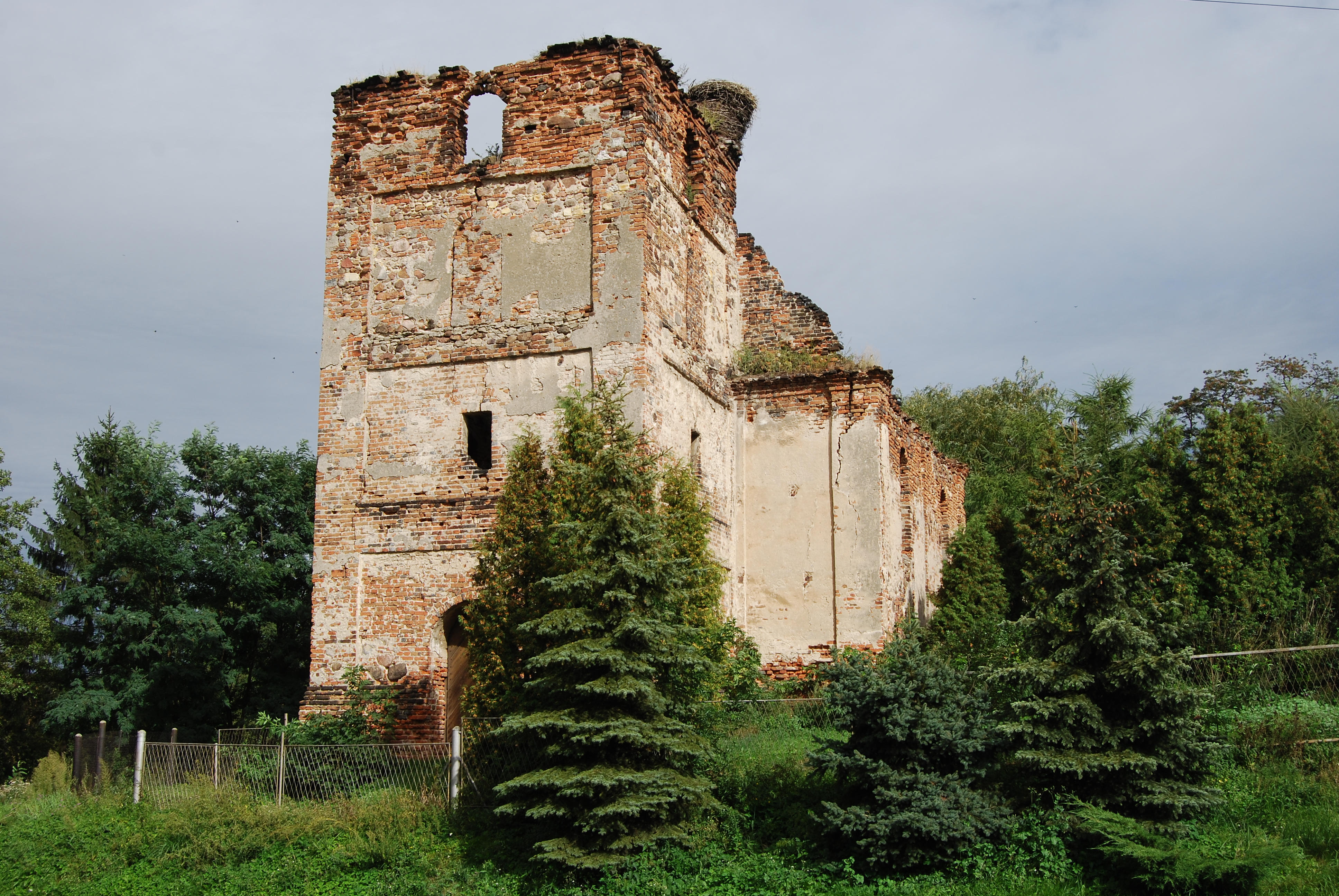
Ruine der alten Hedwigkirche

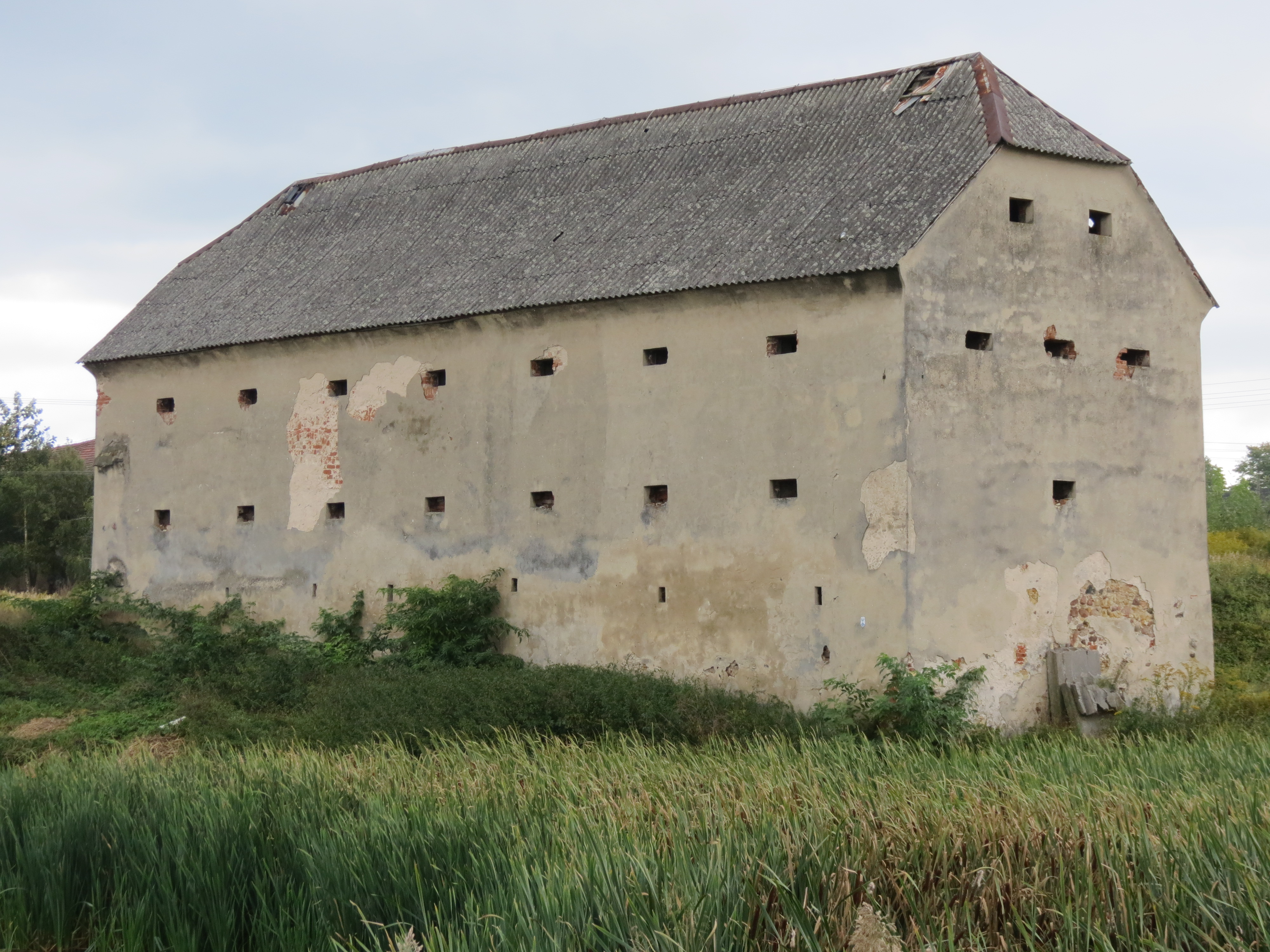
Das alte Speichergebäude

Ziemięcice (deutsch Ziemientzitz, 1935–1945 Ackerfelde O.S.) ist eine Ortschaft in Oberschlesien. Sie liegt in der Gemeinde Zbrosławice (Broslawitz) im Powiat Tarnogórski (Kreis Tarnowitz) in der Woiwodschaft Schlesien.

## Geografie
Ziemięcice liegt sieben Kilometer südwestlich vom Gemeindesitz Zbrosławice, 15 Kilometer südwestlich von der Kreisstadt Tarnowskie Góry (Tarnowitz) und 24 Kilometer nordwestlich von der Woiwodschaftshauptstadt Katowice (Kattowitz).
In der Nähe verläuft die Autobahn A1.

## Geschichte
Der Ort entstand spätestens im 13. Jahrhundert und wurde 1295–1305 im Liber fundationis episcopatus Vratislaviensis (Zehntregister des Bistums Breslau) urkundlich als „Semenczicz“ erwähnt. Eine Kirche im Ort wurde 1447 erwähnt.
Der Ort wurde 1783 im Buch Beytrage zur Beschreibung von Schlesien als Zimminzi(t)z erwähnt, gehörte einem Herrn General von Werner und lag im Landkreis Tost und hatte 154 Einwohner, ein Vorwerk, eine katholische Schule, 15 Bauern, 15 Gärtner und einige Häusler. 1818 wurde der Ort als Zimminzitz erwähnt. 1865 bestand Ziemientzütz aus einem Dominium und einem Kirchdorf. 1801 wurde das Dominium durch den Grafen von Strachwitz erworben. Zum Dominium gehörte ein herrschaftliches Vorwerk im Ort mit einem Schloss und das außerhalb liegende Vorwerk Brotkammer. Die Gemeinde mit dem Kirchdorf hatte zu diesem Zeitpunkt fünf Bauern, 28 Gärtner, acht Halbgärtner, sieben Häusler, sechs herrschaftliche Kammerhäuser, eine katholische Pfarrei, eine katholische Schule, einen Kretscham (Gaststätte), eine Schmiede, eine Wassermühle und eine herrschaftliche Arrende (verpachtetes Grundstück).
Bei der Volksabstimmung in Oberschlesien am 20. März 1921 stimmten 132 Wahlberechtigte für einen Verbleib bei Deutschland und 296 für eine Zugehörigkeit zu Polen. Ziemientzitz verblieb beim Deutschen Reich. Am 9. Januar 1935 wurde der Ort im Zuge einer Welle von Ortsumbenennungen der NS-Zeit in Ackerfelde O.S. umbenannt. Bis 1945 befand sich der Ort im Landkreis Tost-Gleiwitz.
1945 kam der bis dahin deutsche Ort unter polnische Verwaltung und wurde anschließend der Woiwodschaft Schlesien angeschlossen und zum 12. November 1946 in Ziemięcice umbenannt. 1950 kam der Ort zur Woiwodschaft Kattowitz. 1999 kam der Ort zum wiedergegründeten Powiat Tarnogórski und zur neuen Woiwodschaft Schlesien.

## Sehenswürdigkeiten
- Die katholische Hedwigkirche, erbaut nach den Plänen des Architekten Theodor Ehl ab Mai 1926 im modernen Stil und am 6. Juni 1927 durch Adolf Bertram geweiht.[5]
- Ruine der alten Hedwigkirche, seit dem Dacheinsturz 1904 nach einem Anbau ungenutzt.[6]
- Die alten Gutshäuser mit einem Dominialspeicher aus dem 18. Jahrhundert
- Wegkreuze
- Stauteich

## Wappen
Das Wappen bzw. Siegel zeigt einen Bauern mit einem Hut. Das Wappen weist auf den landwirtschaftlichen Charakter des Ortes hin. In der neuesten Version zeigt es den Bauern in silber auf blauem Grund.